# Campionato europeo della montagna 2006
Il Campionato europeo della montagna 2006, cinquantaseiesima edizione della manifestazione organizzata dalla Federazione Internazionale dell'Automobile, si svolse dal 30 aprile al 17 settembre 2006 su undici tappe disputatesi in dieci paesi (l'Italia fu l'unica nazione ad ospitare due eventi nella stagione).
Secondo trionfo europeo per l'italiano Giulio Regosa il quale si aggiudicò la vittoria finale nella Categoria II al volante di una Lola T96/50 da F3000 adattata alle salite. In Categoria I primeggiò il tedesco Jörg Weidinger su BMW M3 che fece il paio con il titolo conquistato l'anno precedente.

## Calendario prove[1]
| Tappa | Data         | Corsa                                          | Sede                    | Vincitore                                |      |
| ----- | ------------ | ---------------------------------------------- | ----------------------- | ---------------------------------------- | ---- |
| 1     | 30 aprile    | Rechbergrennen 2006                            | Tulwitz Austria         | Giulio Regosa - Lola T96/50              | foto |
| 2     | 14 maggio    | 35ª Subida al Fito                             | Arriondas Spagna        | Iñigo Martínez Agarraberes - Reynard 93D | foto |
| 3     | 21 maggio    | 22ª Rampa Internacional Serra Da Estrela       | Covilhã Portogallo      | Giulio Regosa - Lola T96/50              | foto |
| 4     | 4 giugno     | Ecce Homo Sternberk 2006                       | Šternberk Rep. Ceca     | Fausto Bormolini - Lola B99/50-Cosworth  | foto |
| 5     | 11 giugno    | 35ª Trierer Bergrennen                         | Fell-Thomm Germania     | Renzo Napione - Reynard 01L              |      |
| 6     | 2 luglio     | 56ª Trento-Bondone                             | Trento Italia           | Simone Faggioli - Osella PA21S-Honda     | foto |
| 7     | 9 luglio     | 45ª Rieti-Terminillo – 41ª Coppa Bruno Carotti | Rieti Italia            | Pasquale Irlando - Osella PA21S-Honda    | foto |
| 8     | 23 luglio    | Slovakia Matador 2006                          | Pezinok Slovacchia      | Fausto Bormolini - Lola B99/50-Cosworth  | foto |
| 9     | 13 agosto    | 46ª Course de Côte du Mont Dore                | Chambon-sur-Lac Francia | Lionel Régal - Reynard 95D               |      |
| 10    | 20 agosto    | 63ª Course de côte de St-Ursanne-Les Rangiers  | Saint-Ursanne Svizzera  | Lionel Régal - Reynard 95D               |      |
| 11    | 18 settembre | 25ª Buzetski Dani                              | Buzet Croazia           | Milan Svoboda - Dallara F302             |      |